# Modern school
Pour les articles homonymes, voir école moderne.

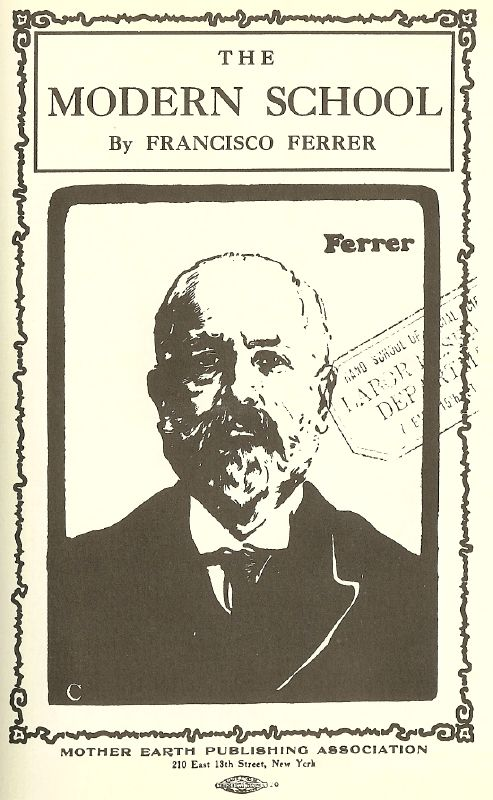
The Modern School, de Francisco Ferrer, traduit par Voltairine de Cleyre en 1909.

Les Modern Schools – ou Écoles Modernes – parfois appelées Écoles Ferrer, sont des écoles créées aux États-Unis au début du XXe siècle autour des idées de Francisco Ferrer et sur le modèle de la Escuela moderna, ouverte par Ferrer à Barcelone en 1901. 
Aux États-Unis, l'École Moderne était une partie importante des mouvements anarchistes, socialistes, ouvriers et de l'éducation gratuite. On y donnait des leçons pour les enfants le jour et des cours pour adultes le soir.

## L'École Moderne de la ville de New York

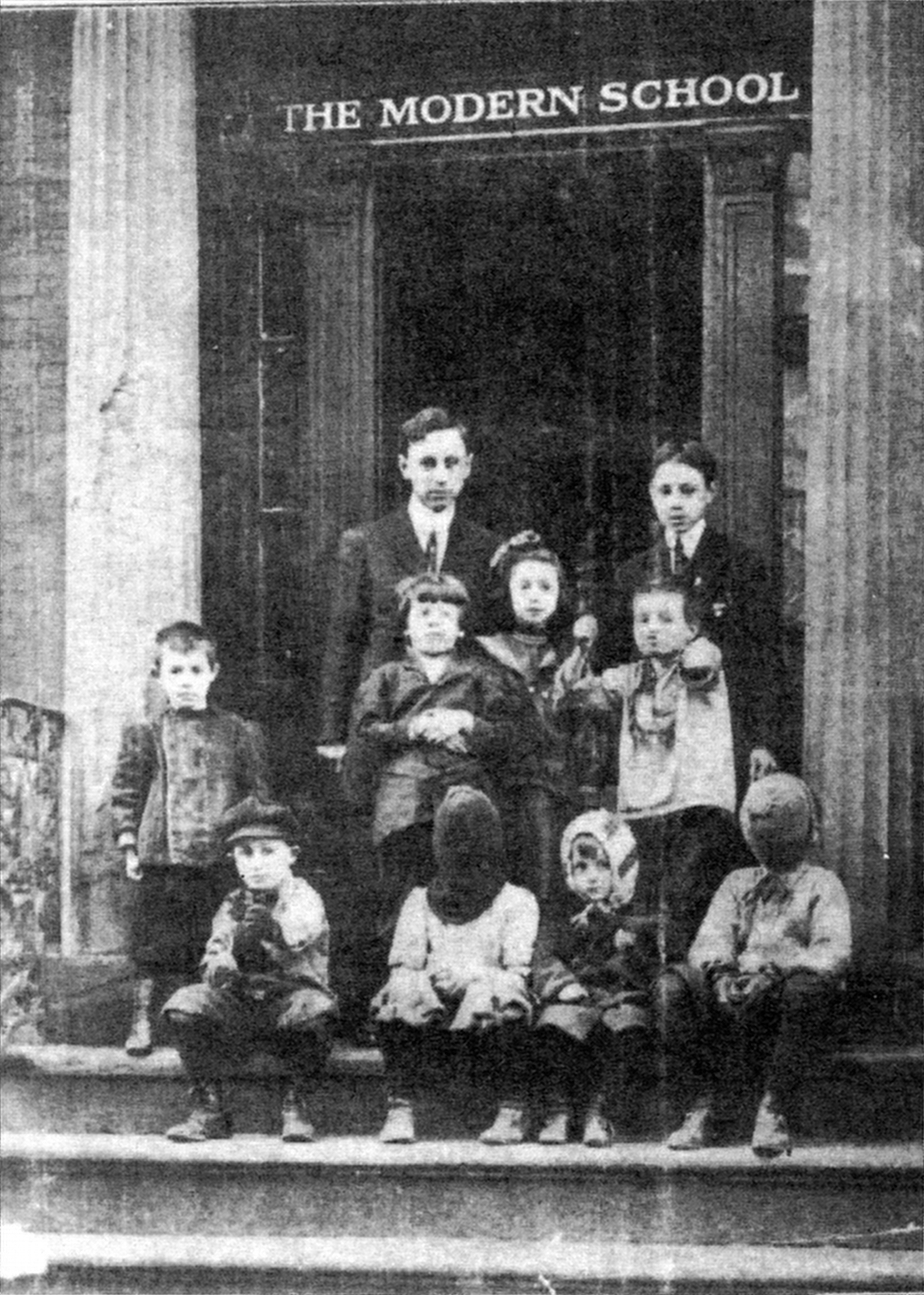
L'École Moderne de la ville de New York vers 1911/12. Will Durant et ses élèves. L'image a paru sur le premier numéro du magazine Modern School.

Après la mort de Francisco, une association Ferrer se constitua aux États-Unis, malgré l'opinion de l'Église catholique et des cercles de la gauche. 
Elle créa la première des Écoles Modernes, et l'une des plus reconnues : celle de New York, fondée en 1911. Couramment appelée le "Ferrer Center", elle fut créée par un groupe d'anarchistes incluant, entre autres, Leonard Abbott, Harry Kelly, Alexandre Berkman, Voltairine de Cleyre, et Emma Goldman. L'école fut d'abord installée St. Marks Place , mais se déplaça deux fois dans Manhattan, pour arriver dans Harlem. 
Elle ouvrit ses portes avec seulement neuf étudiants, dont le fils de Margaret Sanger, militant pour le droit à la contraception. Les premiers cours réguliers furent "Les principes de gouvernement" (enseigné par Gilbert E. Roe), un cours de littérature contemporaine (par Bernard Boyesen), un cours d'histoire contemporaine (par Paul Luttinger) et une initiation à l'anglais et l'espéranto (par Carl Zigrosser) en plus de plusieurs cours moins réguliers.
Le philosophe Will Durant y était instructeur et directeur d'école à partir de 1912. Les peintres de l'école Ashcan (mouvement artistique), Robert Henri et George Bellows, étaient aussi professeurs et des écrivains et activistes comme Margaret Sanger, Jack London et Upton Sinclair y donnait des lectures. Les artistes Man Ray et Alfred Levitt ont également étudié là. Margaret Sanger y tint d'ailleurs, une réunion de mères de famille à propos du contrôle des naissances.
Selon Emma Goldman, ces cours « contribuèrent à créer un esprit de liberté dans les classes d'art tel qu'il n'en existait probablement nulle part à New York à cette époque. ».

## Stelton
En 1915, l'explosion prématurée d'une bombe reliée à un complot d'un groupe anarchiste, connu sous le nom de Lexington Avenue bombing (en) déclencha une série de descentes et d'enquêtes dans les organisations ouvrières et anarchistes de la ville de New York. Les organisateurs de l'école décidèrent alors que l'environnement de cette ville était peu sûr pour l'école. Harry Kelly proposa d'établir l'école à Stelton, au New Jersey, près de la Fellowship Farm, une commune socialiste petite-bourgeoise qu'il voulait narguer. 68 acres (275,000 m²) furent achetés à Piscataway Township, New Jersey, et l'École moderne y fut déplacée en 1914, où elle figurait comme un "centre" de la Stelton Colony (aussi appelée Ferrer Colony).

## Le magazineThe Modern School

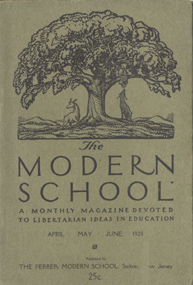
The Modern School magazine, été 1920.

Le magazine The Modern School a débuté comme une lettre de nouvelles pour les parents des étudiants alors que l'école était encore à New York, et fut imprimée sur la presse à la main de l'École moderne dans le cadre de cours d'impression. Après le déménagement à Stelton, la revue prit de l'expansion pour inclure de la poésie, de la prose, de l'art, et des articles sur l'éducation libertaire, avec un emblème en couverture et plusieurs illustrations à l'intérieur produites par Rockwell Kent. Plusieurs artistes et écrivains, incluant Hart Crane et Wallace Stevens, ont fait l'éloge du magazine comme "le plus beau magazine imprimé de l'existence".